# Shintaro Kokubu
Shintaro Kokubu (國分 伸太郎 Kokubu Shintaro?, Okayama, 31 de agosto de 1994) es un futbolista japonés que juega como centrocampista en el Montedio Yamagata.

## Trayectoria

### Clubes
| Club                         | País  | Año       |
| ---------------------------- | ----- | --------- |
| Oita Trinita                 | Japón | 2017-2020 |
| Giravanz Kitakyushu (cedido) | Japón | 2019-2020 |
| Montedio Yamagata            | Japón | 2021-     |